# إسبلكنون سوطي
إسبلكنون سوطي (الاسم العلمي:Splachnum flagellare) هو نوع من النباتات يتبع جنس الإسبلكنون من الفصيلة الإسبلكنونية.